# Відрадне (Синельниківський район)
Відра́дне — село в Україні, у Синельниківському районі Дніпропетровської області. Входить до складу Покровської селищної громади. Населення становить 166 осіб.

## Назва
Щасливе, радісне життя на своїй землі, привільний степ дали підставу так назвати своє нове поселення.

## Географія
Село Відрадне розташоване за 2 км від правого берега річки Янчул, на відстані 2 км від села Гай і за 3 км від села Андріївка. По селу протікає пересихаючий струмок з загатою. Поруч проходить автомобільна дорога Т 0401.

## Історія
- Засноване в 1927 році.
- До 2016 року орган місцевого самоврядування — Олександрівська сільська рада.
- 12 червня 2020 року, відповідно до розпорядження Кабінету Міністрів України № 709-р від «Про визначення адміністративних центрів та затвердження територій територіальних громад Дніпропетровської області», увійшло до складу Покровської селищної громади[1].
- 19 липня 2020 року, в результаті адміністративно-територіальної реформи і ліквідації Покровського району, село увійшло до складу новоутвореного Синельниківського району[2].

## Населення

### Мова
Розподіл населення за рідною мовою за даними перепису 2001 року:
| Мова       | Кількість | Відсоток |
| ---------- | --------- | -------- |
| українська | 163       | 98.19%   |
| російська  | 3         | 1.81%    |
| Усього     | 166       | 100%     |